# Проектные продажи
Проектные продажи являются длительным процессом влияния на потенциального заказчика или клиента с целью заключения крупного контракта о поставках материалов на стадии проектирования того или иного объекта. Относятся к такому формату продвижения товара, при котором продукция, предназначенная для продажи, на ранней стадии включается в проектную документацию строительных объектов. Предназначены для оказания влияния на решения заказчика по выбору материалов и комплектующих в процессе строительства.
По оценке экспертов «Berner&Stafford», подобный формат предполагает тесное взаимодействие заказчиков, подрядчиков, поставщиков и исполнителей по поиску уникальных решений эффективного сотрудничества.
По словам старшего партнера «McKinsey&Company», в современном бизнесе происходит размытие границ между ранее четко определенными функциями обязанностями. Так, проектные продажи объединяют в себе интересы всех заинтересованных партнеров – инвесторов и государственных структур, подрядчиков, поставщиков и проектных организаций. Они отличаются характерными особенностями и уникальными технологиями планирования и реализации проектов.

## Особенности проектных продаж. Понятие и определения
Цель проектных продаж – получение компанией крупного и финансово значимого заказа, решение о принятии которого зависит от нескольких лиц, которые несут ответственность за данное решение. Значительное повышение лидгена в конверсию продаж, более высокий чек по сравнению с традиционными (объектными) продажами и конечно это возможность планирования будущих продаж на 1-2 года вперед.  
Отличительные особенности проектных продаж
- Соответствие методикам и инструментам проектного управления;
- Наличие жесткой структуры. Классифицируются на этапы, целевые задачи и нормативы для каждого этапа;
- Ключевые показатели эффективности проектных продаж позволяют не только контролировать процесс, но и вовремя его корректировать.

Структура управления эффективностью проектных продаж
Процесс осуществления проектных продаж принято рассматривать в рамках всего проектно-технологического цикла, реализация которого осуществляется в определенной последовательности и классифицируется на фазы, стадии и этапы.  Цикл деятельности определяется следующими фазами:
1. Проектирование. Разрабатывается модель управления проектными продажами и составляется по ее реализации в практической деятельности.
2. Технологическая фаза. Осуществляется процесс реализации модели;
3. Рефлексивная фаза. Ее результатом является оценка разработанной и внедренной системы проектных продаж, определение ее эффективности и, при необходимости разработка и внесение корректив.

Каждая фаза, в свою очередь, классифицируется на несколько стадий и этапов. Так, фаза проектирования включает в себя концептуальную, конструирования и моделирования и подготовки к эксплуатации. На технологической фазе происходит реализация системы управления эффективностью продаж и оформляются результаты. Стадии рефлексивной фазы включают в себя итоговую оценку результатов.

## Проектные продажи в структуре проектного управления

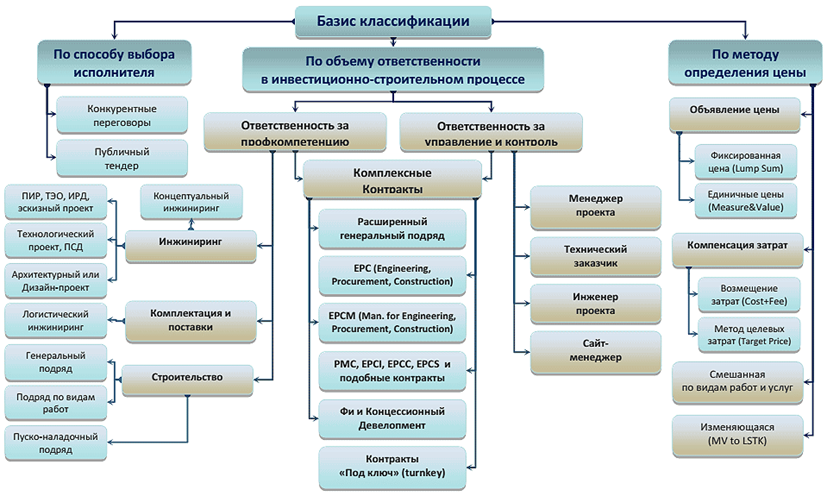
Базовая классификация контрактов инвестиционно-строительного проекта (источник: Контрактное моделирование инвестиционно-строительных проектов)

Рассмотрим проектные продажи b2b сегмента, которые касаются в строительной отрасли.  Как известно, большая часть материалов и оборудования на строящихся объектах закладываются на этапе планирования инвестиционно-строительного процесса. Как правило, контрактные модели в процессе реализации проекта классифицируются по принципу выбора исполнителя работ (Рис.1).
Например, это может быть проведение публичного тендера (открытых конкурсных торгов) или закрытых конкурентных переговоров. Исполнитель может выбираться на основе метода определения стоимости торгового предложения, основанного на конкурентной цене товара или услуги, а также по методам распределения административной, финансовой и технической ответственности. К последним относя контракты по одному или нескольким этапам строительного процесса, договоры «под ключ» и некоторые особые виды договорных отношений.
В сфере строительства проектные продажи по-другому называют «объектными» поскольку поставки продукции привязаны к тому или иному строительному объекту. Они включают в себя поставки строительных и отделочных материалов, инженерной сантехники, вентиляционного и кондиционирующего и другого оборудования подрядчикам или застройщикам.
Алгоритм проектных продаж в строительной сфере
1. Определение круга потенциальных участников. Это могут быть проектные организации, генеральные и субподрядчики строительства, муниципальные и корпоративные заказчики, монтажные организации и многие другие структуры.
2. Составление индивидуальной методологии проектных продаж под каждый продукт. На данном этапе нужно создать альбомы проектных решений, обучить свой персонал методикам работы со всеми участниками строительного комплекса, разработать KPI для проектных продаж, так как традиционный будет работать не очень хорошо, составить свой скрипт, научиться писать письма согласования и пересогласования, оптимизировать пайплайн в своем CRM под проектные продажи, подготовить базу будущей лидогенерации.
3. Выход на запланированные объекты. На данном этапе заполняются карточки участников первого уровня для их квалификации и принимается решение о дальнейшей работе.
4. Разработка плана действий и реализаций комплекса мероприятий направленных на заложение своей продукции в проект или пересогласование чужой продукции на свою.
5. Отгрузка продукции.

Главной задачей проектных продаж системы В2В является взаимодействие между компаниями, создание надежных информационных каналов для потенциального сотрудничества.
Через эти каналы строятся и координируются действия всех участников информационного обмена и происходит их совместное развитее. Развитие данного взаимодействия в рамках системы В2В способствует обмену технологиями и опытом в осуществлении торговой и инвестиционной деятельности. Целью этого взаимодействия является поиск надежных поставщиков или покупателей и установка крепких, партнерских отношений.